# Lophotis
Lophotis és un gènere d'ocells de la família dels otídids (Otididae). Aquests piocs salvatges habiten en sabanes de l'àrea afrotròpica.

## Taxonomia
Segons la classificació del Congrés Ornitològic Internacional (versió 2.5, 2010) aquest gènere conté tres espècies:
- sisó del Sahel (Lophotis savilei).[3]
- sisó d'Oustalet (Lophotis gindiana).[4]
- sisó crestat (Lophotis ruficrista).[5]

Aquestes espècies eren incloses al gènere Eupodotis.